# Muhabbetana insulata
Muhabbetana insulata is een vlinder van de familie van de dwergmineermotten (Nepticulidae), van de onderfamilie van de Nepticulinae. De wetenschappelijke naam van deze soort is voor het eerst voorgesteld als Nepticula insulata door Edward Meyrick in een publicatie uit 1911.
De soort komt voor in Zuid-Afrika.